# Allapasus aurantiacus
Allapasus aurantiacus is een diersoort in de taxonomische indeling van de Hemichordata. Het dier behoort tot het geslacht Allapasus en behoort tot de familie Torquaratoridae. De wetenschappelijke naam van de soort werd voor het eerst geldig gepubliceerd in 2012 door PriHolland, Kuhnz & Osborn.